# Prehistòria del País Valencià

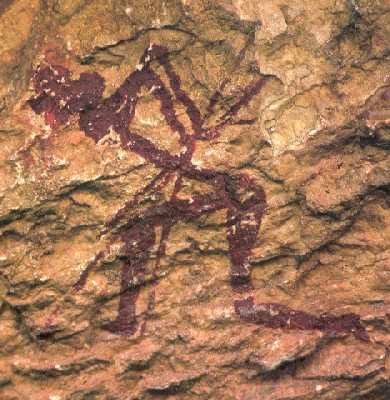
Pintura rupestre del barranc de la Valltorta, l'Alt Maestrat

La prehistòria al País Valencià fa referència al període que comprèn des del Paleolític (a l'entorn del 350.000 aC), amb l'aparició dels primers pobladors, fins a l'ocupació dels pobles colonitzadors (grecs, fenicis i cartaginesos; al voltant del 500 aC), en l'actual territori del País Valencià.
Al voltant de l'any 350.000 aC, es documenta la presència dels primers pobladors a l'actual territori del País Valencià, en la Cova de Bolomor. Sobre el 50.000 aC, els neandertals van ocupar la regió, portant una vida completament nòmada. La Cova Negra representa bé aquest període. Al voltant del 30.000 aC, els neandertals es van extingir (la regió llevantina fou un dels últims territoris que van ocupar) donant pas a l'ésser humà anatòmicament modern. Aquest canvi va suposar una millora en l'economia i en la tecnologia emprada, i l'art va fer les seues primeres aparicions. Al contrari que en altres regions de la península Ibèrica, com en la cornisa cantàbrica, on l'art parietal va ser predominant, en el territori valencià l'art paleolític més comú va ser l'art moble, i n'és la Cova del Parpalló un referent a nivell mundial.
Amb l'arribada de l'agricultura i la ramaderia, va començar el Neolític (5500 aC aprox.), i fou el País Valencià un dels seus primers testimonis. Es va introduir la ceràmica, i en destaca la ceràmica cardial a la Mediterrània, i es van poblar assentaments importants com la cova de l'Or o el mas d'Is. També l'art rupestre es troba ben representat, i és abundant en regions com la Valltorta o el pla de Petracos, aquest últim Patrimoni de la Humanitat.
Amb l'inici de l'edat dels metalls, el nombre d'assentaments en el territori va augmentar, i van sorgir les coves d'enterrament. Amb l'inici de l'edat del bronze (al voltant del 2000 aC), es va diferenciar una cultura anomenada bronze valencià, independent de la cultura argàrica provinent del sud, encara que la província alacantina en va prendre influències d'ambdues. Encara que escassa, va sorgir la metal·lúrgia, i és el seu major exponent el tresor de Villena, el segon conjunt d'orfebreria més gran d'Europa. Els assentaments presentaven amurallaments, i estaven situats en zones de difícil accés. Alguns assentaments importants són els poblats de Cabezo Redondo o muntanya Assolada.
A finals de l'edat del bronze, els assentaments van començar a despoblar-se progressivament, encara que molts d'aquests van ressorgir en l'edat del ferro, període en què els ibers i les cultures preromanes es van desenvolupar en el territori.

## Paleolític

Localització d'alguns dels jaciments més importants del Paleolític i l'Epipaleolític al País Valencià

### Paleolític inferior
Els primers vestigis de poblament humà trobats a l'actual País Valencià daten del Paleolític inferior, i els més antics trobats fins ara són els de la Cova de Bolomor (Tavernes de la Valldigna, la Safor). Es tracta d'eines i ossos de preses datats a l'entorn del 350.000 aC. Encara que no siguen directament fòssils humans, s'associen estretament amb l'activitat d'homínids anteneandertals.
Les primeres proves de foc controlat al País Valencià també es documenten a la cova de Bolomor, i daten al voltant del 250.000 aC. No obstant això, és possible que la presència humana a la regió date de temps més antic, ja que les primeres restes d'homínids en altres llocs de la península Ibèrica tenen una antiguitat de 800.000 anys, i les primeres proves de foc a Centreuropa tenen aproximadament mig milió d'anys.

### Paleolític mitjà

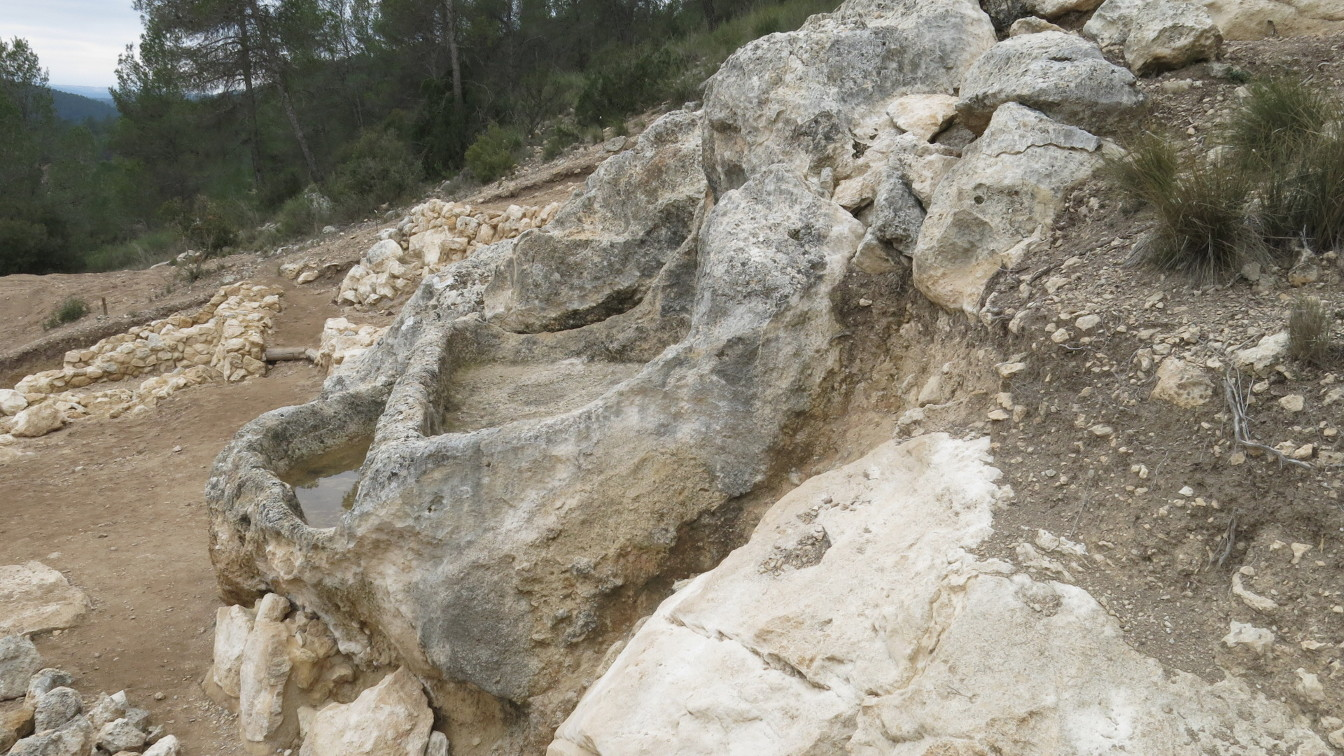
Solana de las Pilillas

S'han recuperat restes de l'humà de Neandertal pertanyents al Paleolític mitjà datats entre el 60.000 i el 30.000 aC. Les proves trobades en els jaciments suggereixen que eren nòmades, vivien en cavernes, es dedicaven a la caça i la recol·lecció, i realitzaven cultes funeraris senzills. Entre les preses que caçaven, es troben senglars, cérvols, cabres salvatges, daines, o cavalls, competint amb altres depredadors com el lleopard, l'ós bru o el llop, del qual també s'han trobat restes en els jaciments valencians.
A més de pintures rupestres, s'han trobat multitud d'eines de pedra de tècnica mosteriana. Aquests estris lítics amb prou feines van patir variacions en les seues característiques durant el Paleolític mitjà i inferior; es creu que no van evolucionar durant 200.000 anys. No obstant això, els neandertals també utilitzaven elements orgànics com llances de fusta, dels quals amb prou feines es té constància en els jaciments. No obstant això, es creu que aquestes eines van poder exercir un paper molt important per a la supervivència d'aquests grups.
Durant aquest període, el nombre de jaciments augmenta al llarg de la regió, i en destaca especialment la Cova Negra (Xàtiva), el més important d'aquest període. Altres jaciments d'interés són El Salt (Alcoi), la Cova de Beneito (Muro del Comtat) i la cova del Cochino (Villena), concentrant-se aquests al sud del País El setembre del 2009, es van localitzar al jaciment de la Solana de las Pilillas (Requena) importants restes d'útils neandertals, entre els quals hi ha raspadores, denticulats i perforadors, restes de talla i fragments de carbons, en bon estat de conservació, datats del 50.000 aC. Aquest jaciment és un dels pocs d'aquest període situats a l'aire lliure al País Valencià.
A la fi del Paleolític mitjà, al voltant de l'any 40.000 aC, s'inicia l'expansió de l'humà de cromanyó (Homo sapiens) per tot Europa, i durant un període aproximat de 10.000 anys les dues espècies d'homínids, els neandertals i els cromanyons, van coexistir en les mateixes regions. Aquesta expansió va provocar l'extinció dels neandertals entorn del 30.000 aC; l'última presència se'n documenta en les regions del sud de la península Ibèrica, incloent-hi el territori valencià. En ser l'última regió ocupada pels cromanyons, el final del Paleolític mitjà es va retardar en comparació amb el nord de la península, a causa de l'aparició més tardana de la indústria lligada a aquests. A més, al territori valencià, aquest canvi es produeix de manera ràpida i radical.

### Paleolític superior

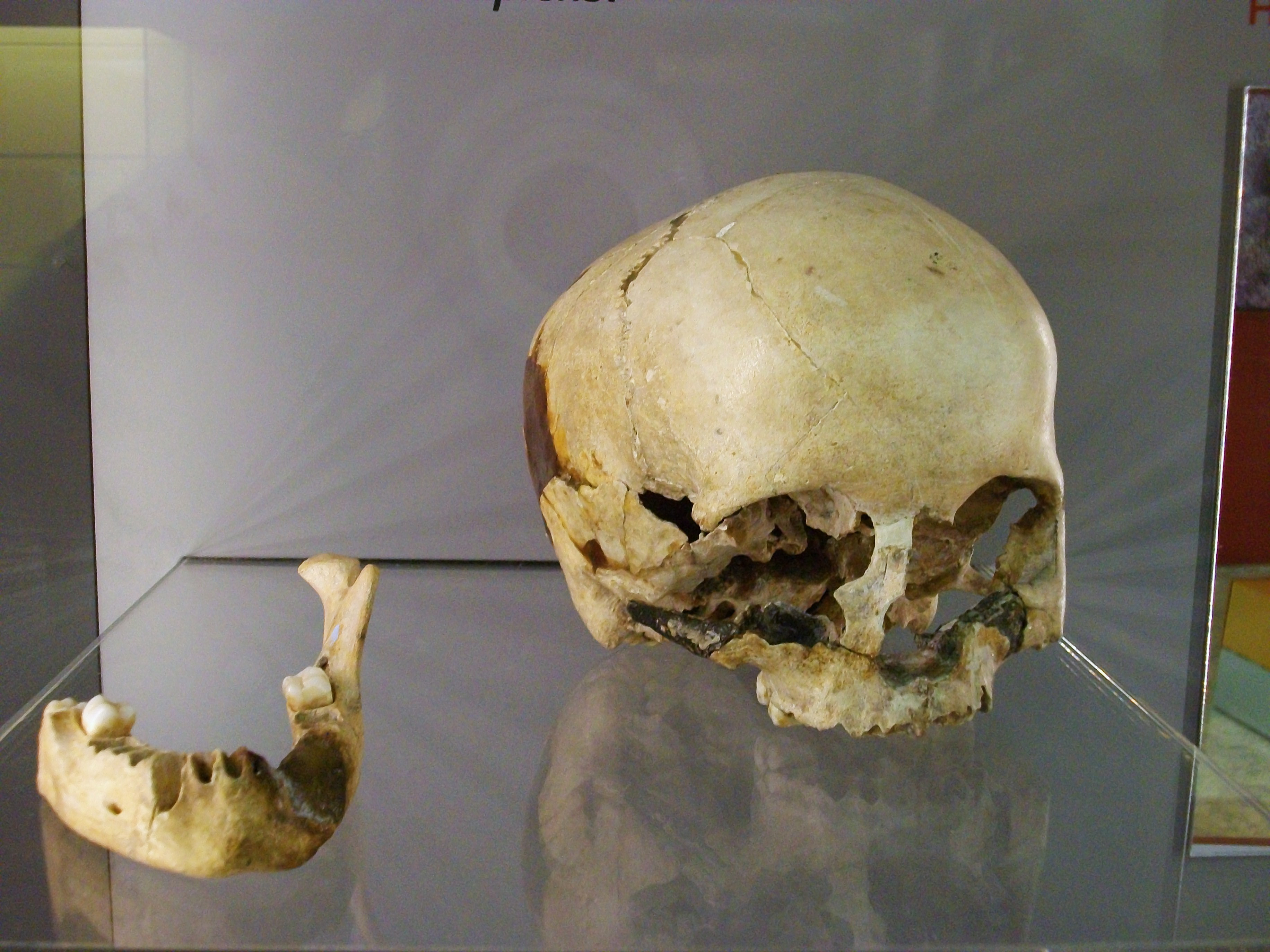
Restes d’Homo Sapiens del Paleolític superior, procedents de la cova del Parpalló, Museu de Prehistòria de València

Amb l'arribada dels cromanyons (humans anatòmicament moderns) s'inicia el Paleolític Superior. Hi va haver canvis significatius pel que fa als neandertals, com una tecnologia i caça més especialitzada, poblacions menys nòmades, l'optimització en la gestió de recursos o el desenvolupament de l'art. Les condicions climàtiques durant aquest període van ser molt severes per als pobladors, ja que el planeta va travessar dues glaciacions, denominades Würm II i Würm III.
En primer lloc, la tecnologia neandertal va ser substituïda per un sistema de talla laminar. Aquest sistema consistia en l'extracció de làmines a partir de nuclis lítics expressament preparats per a això. Es tallava generalment sílex, i es confeccionaven útils com agulles, atzagaies, o punxons, a més d'elements decoratius com penjolls fets a partir de dents o petxines, als quals se'ls practicaven perforacions.
De la mateixa manera la caça es va especialitzar. En les planes, es dedicaven a caçar cérvols, mentre que en les regions muntanyoses caçaven cabres salvatges. Aquesta explotació selectiva per a cada tipus de regions i la recerca de recursos de caràcter fix va implicar una mobilitat més reduïda a nivell grupal. També caçaven preses de menor grandària, principalment el conill en el territori valencià. Això no significa que els neandertals no tingueren la destresa suficient per caçar-los, ja que en els jaciments s'han trobat restes de conill amb evidents senyals de consum humà; la principal diferència rau en la quantitat, ja que els neandertals només ho consumien de manera ocasional, mentre que existeixen jaciments d'assentaments de cromanyons on el conill sobrepassa el 80% de les restes identificades.
Els jaciments valencians fins al Paleolític superior són escassos i estan concentrats al sud del país, sobretot en la regió de les comarques centrals. Entre els jaciments més importants d'aquest període es poden esmentar les coves de Parpalló i Meravelles a Gandia i la cova de les Rates Penades i cova del Barranc Blanc a Ròtova

#### Art del Paleolític superior

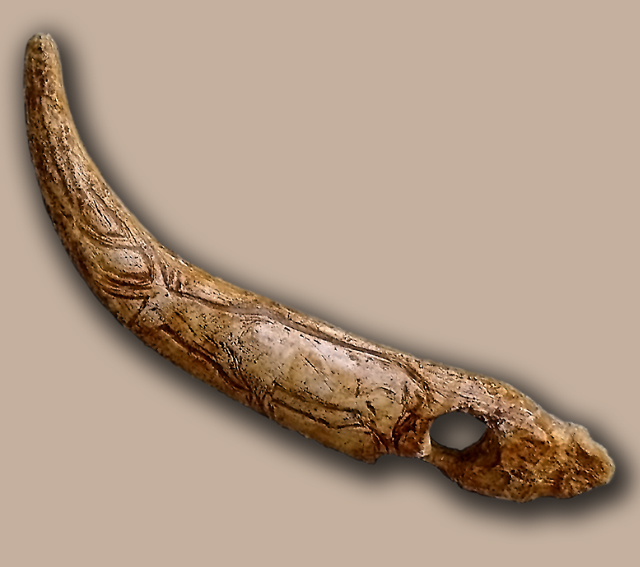
Cérvol gravat en un bastó perforat, exemple d'art moble

Durant aquest període, es desenvolupa l'art paleolític a la regió del País Valencià. En el Paleolític superior, l'art més conegut i que té major representació a la península Ibèrica és l'art parietal o rupestre (pintat en les parets de les coves, com a la cova d'Altamira). Al País Valencià, hi ha diverses coves on es pot observar aquest tipus d'art paleolític, com ho són la cova Fosca (Vall d'Ebo), cova de Reinós (Famorca), abric d'En Melià (Castelló), i les coves de Parpalló i Meravelles (Gandia).
No obstant això, l'art paleolític predominant al territori valencià és l'art moble, és a dir, objectes artístics mòbils que es poden transportar. La cova del Parpalló, a Gandia, és un referent mundial en aquest tipus d'art, i en destaca la gran quantitat de plaquetes decorades, en les quals amb bastant freqüència es troben marques i motius decoratius en atzagaies, punxons o arpons.
Aquest desenvolupament de l'art està associat amb l'augment de la complexitat de les societats i amb el creixement demogràfic, actuant com a símbol d'identitat, tant grupal com individual.

## Epipaleolític
Durant l'Epipaleolític, o mesolític, les condicions climàtiques es van suavitzar. Els períodes glacials del Paleolític superior van concloure i el planeta va entrar en l'època geològica actual, l'Holocé. Això va provocar que els boscos començaren a expandir-se, i que els pols retrocediren, causant un augment del nivell del mar fins a cotes similars a les actuals.
La millora en la situació climàtica va augmentar la disponibilitat de recursos, tant animals com vegetals. Entre els recursos consumits, es troben de muntanya (cabra salvatge, senglar, conill), vegetals (fruites, baies, arrels), i marins (peix, caragols, bivalves).
En aquest període, els assentaments són de menor durada, sobretot pels moviments estacionals. Augmenten els assentaments prop de les costes i al voltant dels rius, així com en marjals i albuferes, amb economies dependents dels recursos aquàtics. A més, els jaciments a l'aire lliure són més freqüents que en períodes anteriors. Exemples d'aquest tipus d'assentament són la casa de Lara (Villena) i estany Gran (Almenara).
L'utillatge exerceix un paper important, de fet, l'Epipaleolític al territori valencià es pot dividir en dos períodes (denominats complexos), segons el tipus de talla predominant. El primer d'aquestos destaca per la utilització de la talla microlaminar, que va substituir l'os en la fabricació d'armes. No obstant això, a l'entorn del 6500 aC, aquest tipus de talla és substituïda, i comencen a predominar els elements geomètrics en les eines. Sobre la base dels treballs de F. J. Fortea, aquest últim complex es pot subdividir al seu torn en tres fases, diferenciant-les segons la figura geomètrica dominant. La primera fase es caracteritza per l'abundància de trapezis, la segona pels triangles, i finalment la tercera per elements geomètrics de doble bisell.
Durant l'Epipaleolític, es va produir una expansió important d'assentaments al País Valencià, augmentant en gran manera de nombre (se'n coneixen al voltant de trenta) i fins i tot sorgeixen alguns de dispersos per la província de Castelló, on amb prou feines es registren jaciments en períodes anteriors. Entre els més importants, hi ha la cova de la Cocina (Dosaigües) i la cova Fosca (Maestrat), encara que també destaquen la cova de Santa Maira (Castell de Castells), el tossal de la Roca (Vall d'Alcalà), l'abric de les Malladetes (Barx), la cova dels Balus (La Vall d'Uixó) o la cova Matutano (Vilafamés). La cova de la Cocina destaca pels nombrosos instruments de sílex, sobretot sagetes, i per les plaques de pedra amb dibuixos geomètrics, i la cova Fosca per les seues nombroses pintures rupestres amb figures de mida petita i de colors foscos, que mostren escenes de caça i lluita, mostrant sempre un grup d'individus i mai un de sol aïllat.

## Neolític

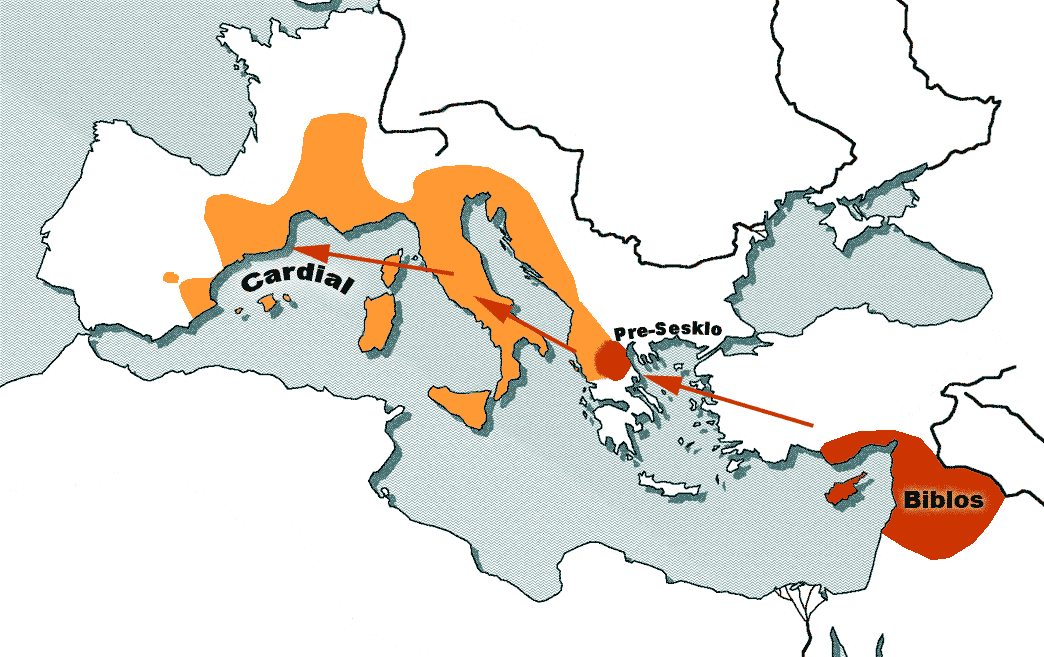
Mapa de la difusió de la ceràmica cardial en el neolític, d'especial importància en tot el Mediterrani, incloent-hi el País Valencià

El neolític va arribar al Llevant peninsular a l'entorn del 5550 aC, i es tracta d'un dels primers testimonis en la península Ibèrica. Durant aquest període, es desenvolupen nous sistemes de producció i materials com ara la ceràmica i la pedra polida. A més, a causa de la introducció de l'agricultura i la ramaderia, succeeixen canvis en la manera d'alimentació, en el poblament i en l'organització territorial. A la regió de les comarques centrals, es documenten alguns dels jaciments més importants de tota la Mediterrània occidental.
El sistema econòmic va suposar un canvi important pel que fa al període anterior. Les societats caçadores i recol·lectores són cada vegada més escasses en favor de les societats sedentàries, a causa de la introducció de l'agricultura. Aquest fet queda patent amb la construcció de grans ceràmiques i sitges amb l'objectiu d'emmagatzemar els excedents de gra. Les proves indiquen que l'agricultura es basava sobretot en la producció de blat, ordi i lleguminoses. Amb el neolític, també sorgeix la ramaderia, i en destaquen l'ovella, la cabra i el porc com a principals espècies.

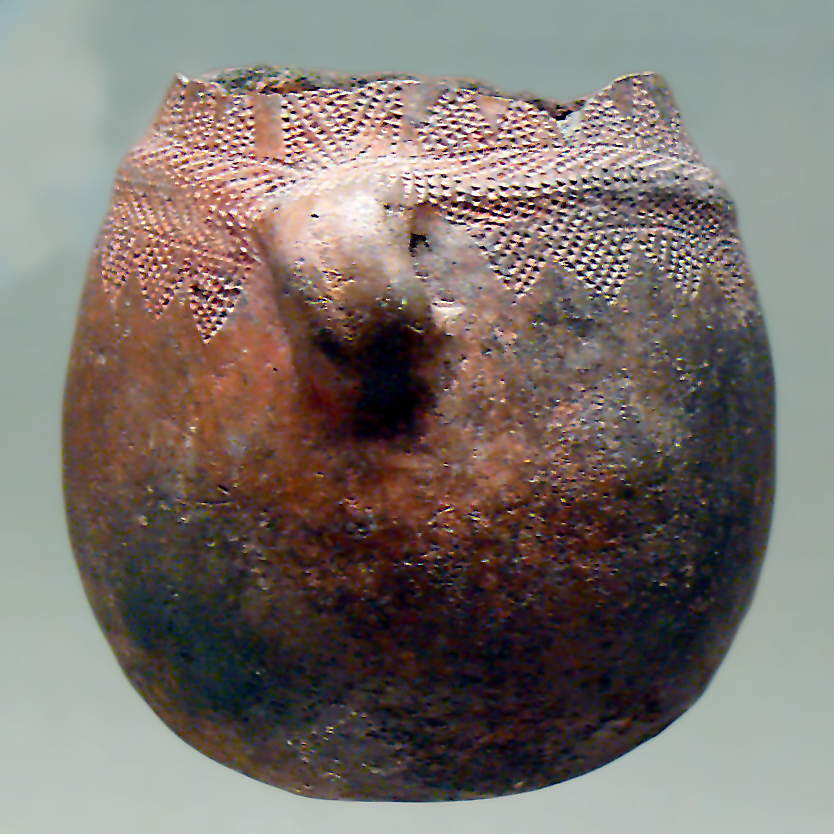
Bol de ceràmica cardial trobat en la cova de La Sarsa, Bocairent

La característica més destacada de començaments del Neolític en tota la regió mediterrània és l'aparició de la ceràmica, en concret de l'anomenada ceràmica cardial. En aquest tipus de ceràmica, són característiques les decoracions mitjançant impressió de petxines d'escopinya (Cardium edule). A la cova de la Sarsa, s'han trobat restes humanes que indiquen rituals funeraris, els enterraments estan acompanyats per ceràmiques decorades d'aquest tipus.
No obstant això, aquesta característica no va perdurar durant tot el neolític. De fet, el període es pot dividir en quatre fases segons el tipus de ceràmica fabricada: entre el 5600 i el 5200 aC, predomina la ceràmica cardial, i és la ceràmica no cardial la dominant fins al 5000 aC; des del 5000 fins al 4500 aC, són característiques les ceràmiques pentinades, i des de llavors fins al 3200 aC les ceràmiques llises.
Altres materials d'importància són els fabricats a partir de pedra polida, com aixades i destrals, a més d'enormes làmines de sílex. La introducció de l'agricultura també va influir en la fabricació de materials, ja que s'han trobat culleres, espàtules, i altres estris relacionats amb aquesta activitat.
Els primers pobladors d'aquest període es van assentar en regions on aparentment no hi ha jaciments epipaleolítics. La majoria dels assentaments coneguts són en cova, encara que n'existeixen alguns a l'aire lliure, de gran importància, com el mas d'Is. Els assentaments es distribueixen en tres focus principals: l'un prop de la costa, com la cova del Llop (Gandia), cova de les Cendres (Teulada), o la cova Ampla del Montgó (Xàbia), un altre més a l'interior, com la Cova de l'Or, la Cova de la Sarsa, o el mas d'Is, i un altre a la província de Castelló, com la cova Fosca, la cova de les Bruixes (Rossell), i la coveta de Can Ballester (Vall d'Uixó), entre d'altres. La cova de l'Or, a Beniarrés, és un referent del Neolític mediterrani. S'hi han trobat nombroses ceràmiques, que mitjançant la prova del carboni-14 en restes de cereals carbonitzats, s'han datat entre el 5750 i el 5050 aC.

### Art rupestre
En les primeres etapes del Neolític, l'art rupestre, també anomenat art parietal, va començar a adquirir una major rellevància en tot el territori llevantí.
Aquest tipus d'art es pot dividir en tres horitzons. El més antic, denominat art macroesquemàtic, està estretament associat a les primeres poblacions neolítiques. El segueix l'art llevantí, un tipus d'art naturalista i narratiu, caracteritzat per multitud d'escenes de caça. Finalment, l'art esquemàtic, que s'inicia a la fi del Neolític però perdura fins a l'edat dels metalls, en el qual destaca la caracterització d'humans i animals mitjançant línies molt bàsiques.
L'art macroesquemàtic es concentra sobretot a la regió compresa per les serres d'Aitana, Mariola i Benicadell. Un dels conjunts més rellevants, no sols en aquest tipus d'art, sinó en l'art rupestre en general a la península Ibèrica, és pla de Petracos, pròxim a la localitat de Castell de Castells, Marina Alta. Aquest conjunt és Patrimoni de la Humanitat des de l'any 1998, juntament amb altres abrics importants de la regió llevantina. El pla de Petracos conté un gran nombre de cavitats; les pintures es troben en bon estat de conservació. Aquestes representen la manera de vida i les creences dels pobladors del Neolític, caracteritzant l'agricultura, la ramaderia i la utilització del complex com a santuari religiós, sovint relacionat amb mites sobre la fertilitat de les terres.
L'art llevantí es troba àmpliament representat, principalment en els nuclis de Valltorta-Gasulla i Bicorb.

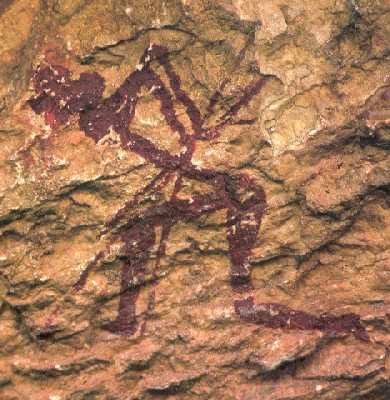
Pintura rupestre a Valltorta, pròxima a la localitat d'Albocàsser. La figura representa un arquer
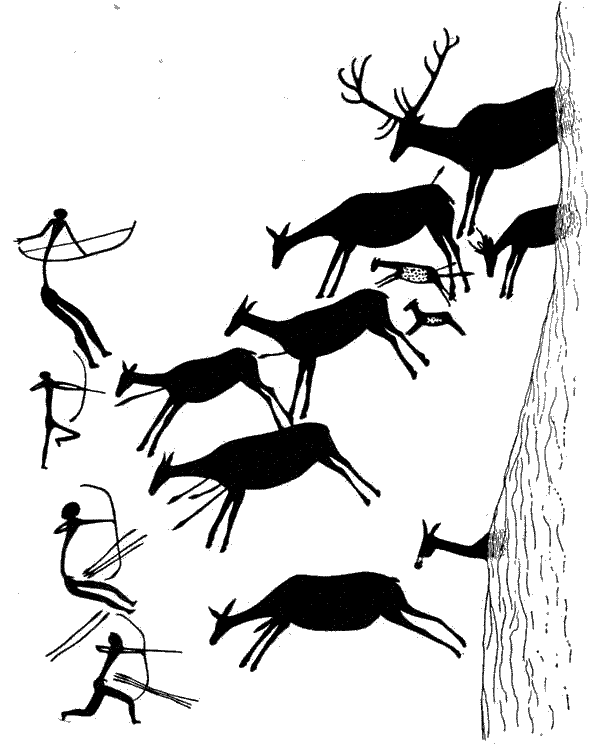
Dibuix d'Hugo Obermaier en el qual es representa una escena de caça de la cova dels Cavalls (Valltorta), exemple d'art llevantí
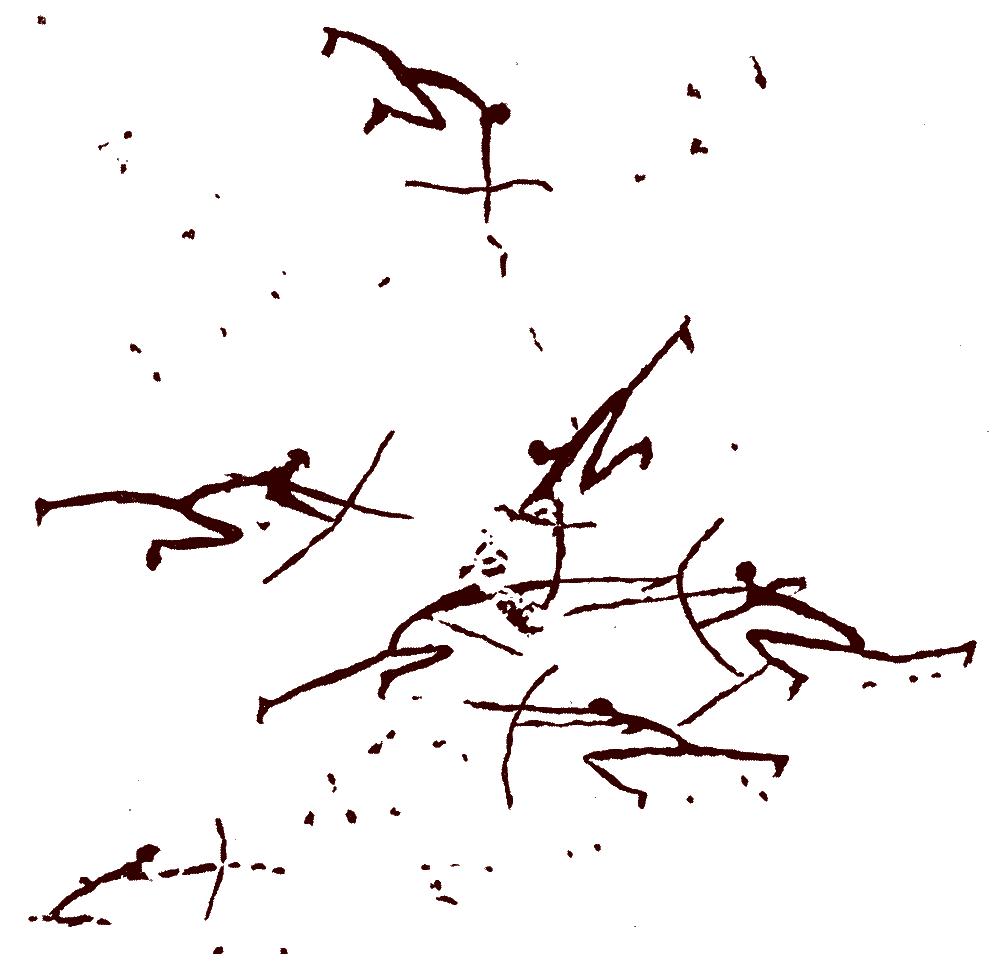
Dibuix que mostra un combat entre arquers. Morella la Vella, Ports
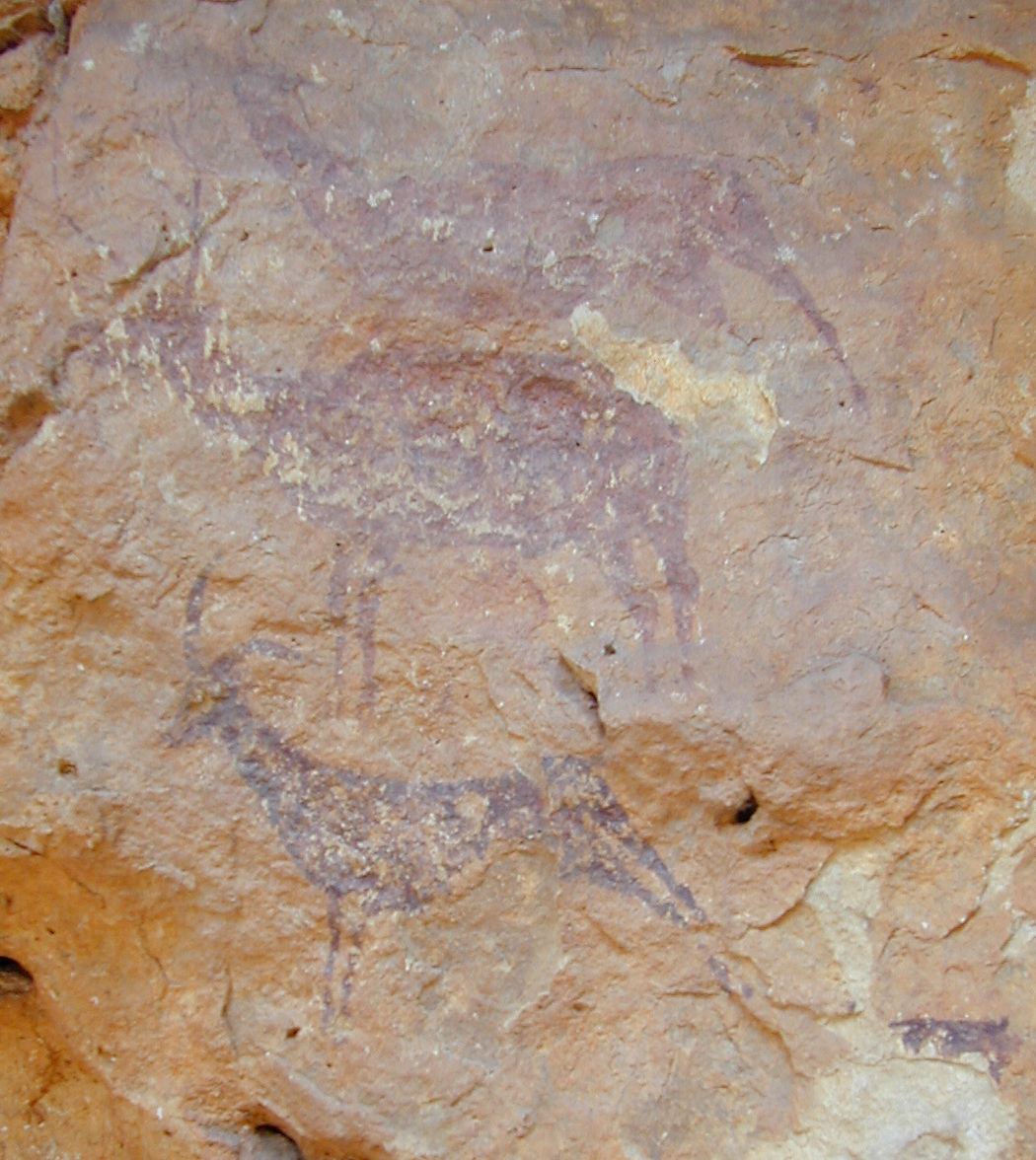
Cova de l'Aranya

## Calcolític

Jaciments on, fins al 1974, es van trobar objectes de la cultura campaniforme^{, p.69}

El Calcolític/Eneolític (o edat del coure) valencià comença amb l'arribada dels primers metalls, i es tracta d'un període de transició a l'edat del bronze. En funció dels estils ceràmics pot dividir-se en dos períodes: Eneolític, des del 3900 aC fins al 2600 aC, i Calcolític campaniforme, del 2600 aC al 2100 aC.
La caça és una activitat cada vegada menys exercida, tot i que encara hi ha indicis de la seua pràctica en alguns jaciments d'aquest període. És més comú, però, el cultiu de cereals i llegums, així com l'aprofitament del bestiar i dels productes derivats d'aquest, com la llet o la llana. Proves d'aquesta expansió agrària són les grans sitges de Niuet i Les Jovades, tots dos pròxims a la localitat de l'Alqueria d'Asnar.
La ceràmica campaniforme comença a prosperar. Aquest tipus de ceràmica es caracteritza per presentar vasos acampanats de profunditat considerable. Es pot observar l'evolució que presenten les tècniques de decoració d'aquestes ceràmiques, des d'un estil de ceràmica cordada (clavant cordes o teixits) i puntes (alineacions geomètriques), fins a una ceràmica d'incisió (realitzada amb eines punxants). Altres materials presents en aquest període són les armes de coure, com ara punyals de llengüeta i puntes de Palmela, les quals són una evidència de la transició a l'edat del bronze.
El nombre de poblats s'incrementa en gran manera, imperant els assentaments a l'aire lliure i sovint propers als rius. Les cases dels poblats comencen a adquirir robustesa i consistència, habitualment construïdes de fang en combinació amb vegetals, i de vegades al costat d'un sòcol de pedra com a base. Aquestes estructures poden presentar dues formes predominants: rectangulars o circulars (o ovalades). A l'Ereta del Pedregal (Navarrés), es poden observar multitud de cases rectangulars, mentre que, a l'assentament de les Moreres (Crevillent), abunden les estructures circulars i ovalades. Aquest últim assentament es troba, a més, envoltat per una muralla amb baluards, cosa que, junt amb l'augment d'assentaments en zones elevades (com la rambla Castellarda, a Llíria), evidencia la preocupació defensiva que començava a prosperar durant aquest període i que s'intensificarà durant l'edat del bronze.

### Coves d'enterrament
Mentre que, a la resta de la península Ibèrica, comença a difondre's el megalitisme, durant el Calcolític valencià sorgeixen les coves d'enterrament. En general, en aquestes cavitats o esquerdes naturals, s'enterraven col·lectivament els morts, juntament amb un gran nombre d'estris i objectes d'adorn. De vegades, s'empraven per a aquesta finalitat les fosses o les sitges utilitzades per a emmagatzemar gra dins del poblat.
Entre els objectes trobats en les coves d'enterrament, hi ha puntes de sageta de sílex, destrals, aixes, ceràmiques campaniformes (tant de pentinades com de llises), i una gran varietat d'elements d'adorn, com ara penjolls, ullals, collarets o petxines. A més, els objectes de coure són cada vegada més diversos; d'aquest material s'han trobat ganivets, punyals, cisells, o punxons, entre altres elements.

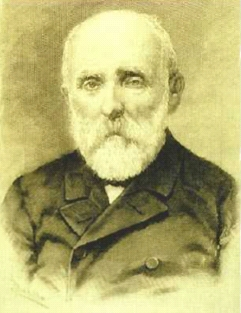
El prehistoriador valencià Joan Vilanova i Piera

Pel que fa als jaciments, potser la troballa més important en aquest tipus de coves corresponga a Les Llometes, al terme municipal d'Alcoi. El 1884, l'arqueòleg i naturalista valencià Joan Vilanova i Piera i l'enginyer Enric Vilaplana Julià van explorar aquesta cavitat per primera vegada. Remigio Vicedo recull les memòries originals preses pels dos exploradors; el treball comença amb el descobriment casual de la cavitat per part d'uns treballadors que es trobaven a la zona:
| «                                                                                           | A primeros de octubre de 1884 y al arrancar una piedra de la superficie en la loma denominada "Les Llometes", fue descubierta una concavidad que llamó la atención de los que allí trabajaban por la circunstancia de encontrar en su superficie interior seis esqueletos humanos, reposando cada cráneo en una olla de barro tan flojo que se deshizo en pedazos al poco esfuerzo a que se la sometió. Al no encontrar dinero ni medallas, revolvieron el terreno y se pudo recoger entre tierra y huesos algunas herramientas de cobre puro... | » |
| — J. Vilanova i Piera, E. Vilaplana Juliá. La gruta de 'Les Llometes' en Alcoy. 1884., p.41 | |   |

Durant aquesta primera exploració, es van trobar sobretot útils de pedra (puntes de sageta, ganivets de sílex, burins, destrals i aixes), així com cranis d'humans enterrats i materials d'os i de coure, en menor proporció. Una part d'aquests materials es troba al Museu Arqueològic Municipal d'Alcoi.
El 1958, la cova torna a ser explorada i estudiada, i s'hi troben múltiples estris (com ganivets, destrals, espàtules o puntes de sageta), ceràmiques i elements d'adorn (penjolls i collarets), a més de 24 cossos humans enterrats.
En algunes coves llevantines, s'han trobat els anomenats ídols oculats. Es tracta de representacions humanes senzilles practicades en els ossos dels individus enterrats, amb dos patrons circulars que simbolitzen els ulls. El cas més significatiu és el de la cova de la Pastora, també a Alcoi, on es va trobar un dels conjunts més amplis d'aquests elements, a més de setanta-cinc cossos inhumats.
Altres jaciments d'importància són la cova Santa (Vallada), on es van trobar nou cossos inhumats, o la cova dels Gats (Alzira), tots dos amb abundants ceràmiques i objectes d'adorn.

## Edat del bronze
Amb la introducció del bronze per a la fabricació d'eines s'inicia l'edat homònima. L'agricultura es desenvolupa, els assentaments són cada vegada més complexos, i les societats es comencen a jerarquitzar. La ceràmica és el material més abundant, encara que també són significatius els útils de pedra i os. Sorgeix la metal·lúrgia, i és el tret distintiu principal d'aquest període, i s'inicia tímidament la producció tèxtil. Els assentaments es localitzen, en general, en zones elevades i presenten muralles de pedra.
La seua datació és objecte de discussió, encara que, en general, tots els autors accepten que la seua durada és d'un mil·lenni. En canvi, segons quins autors, el seu inici pot oscil·lar, i és el més acceptat el seu començament al voltant del 2200 aC i la seua finalització al voltant del 1000 aC.
 Dins d'aquest període, s'ha definit el bronze valencià (2200 aC-1500 aC) i el bronze tardà (1500 aC-1000 aC). A més, com les fronteres entre l'edat del bronze i l'edat del ferro es mostren en certa manera difuminades, s'ha definit el bronze final (1000 aC-800 aC aproximadament) com una etapa de transició.

### Bronze valencià
| «                                                                 | «Estamos ante una civilización que tendió al estancamiento, que no se renovó, que vivió durante siglos bajo módulos parecidos.» | » |
| — Miquel Tarradell. La Cultura del Bronce Valenciano, 1969, p.26. | |   |

Miquel Tarradell va identificar el bronze valencià en la dècada del 1960 com una cultura pròpia del País Valencià, i independent de la cultura argàrica provinent d'Almeria. Les característiques que diferencien el bronze valencià són principalment l'absència d'enterraments sota les cases, l'escassetat d'elements metàl·lics, i la inexistència d'alguns objectes ceràmics, com ara copes o elements carenats.
Aquest concepte continua vigent en l'actualitat, encara que amb alguns matisos que altres prehistoriadors han introduït. No obstant això, encara que el nord i el centre del país presenten objectes de la cultura del bronze valencià, la província d'Alacant rep fortes influències de la cultura argàrica, fins al punt que certs materials són considerats pertanyents a aquesta, com succeeix a les comarques del Baix Vinalopó i el Baix Segura. Del bronze tardà, es té poca informació al País Valencià a causa de l'ús de materials tous i poc duradors, encara que s'ha documentat l'existència d'activitat social i comercial.
L'agricultura i la ramaderia són les activitats econòmiques principals. Els conreus van augmentar de rendiment i producció, sobretot per la inclusió de noves espècies i l'alternança entre cereals i llegums. La introducció de l'arada va permetre una agricultura extensiva de secà. Quant a la ramaderia, aquesta es basava en la cria de cabres i ovelles, ja que se'n pot aprofitar la llet i els seus derivats (formatge i iogurts), així com la carn i la llana. També es criaven, encara que en menor proporció, porcs, cavalls, o bous, aquest últim també utilitzat com a animal de tracció per a l'arada. Ocasionalment, es caça el senglar i el conill, tant per aprofitar-ne la carn com per protegir els cultius.
La recerca de terres per al cultiu i el bestiar, juntament amb l'augment de la població, va conduir a una marcada explotació del territori. La principal conseqüència d'això va ser una desforestació accentuada, ja que els boscos propers a les poblacions eren aprofitats per a la construcció i l'obtenció de llenya, entre altres activitats.
La ceràmica es caracteritza per ser d'escassa qualitat i per posseir poca o nul·la decoració. Entre aquestos elements, es troben bols, gerres o formatgeres. Els trets de les ceràmiques han permès identificar diferències comarcals, les quals podrien ser degudes a les adaptacions al medi que van haver de dur a terme els pobladors, així com a les influències externes de les diferents cultures. Les destrals de pedra polida continuen fabricant-se, al contrari que els elements de sílex, que deixen pràcticament de produir-se. Altres materials de pedra són els morters, maces, martell o dents de falç. També s'han trobat alguns punxons, espàtula sobre anells fets d'os, encara que aquest material s'utilitzarà com més va menys sovint en el territori. Alguns jaciments en els quals s'han trobat fusaioles i peses de teler, així com fibra de lli, evidencien l'inici de les activitats tèxtils.

#### Metal·lúrgia i mineria
| « | «Las transformaciones socioeconómicas que tenemos que asociar al Bronce Valenciano creemos que están unidas al desarrollo agrícola-ganadero mucho más que al metalúrgico.» | » |
| — Milagro Gil-Mascarell, La agricultura y la ganadería como vectores económicos del desarrollo del Bronce Valenciano, 1992. | |   |

L'aparició i el desenvolupament de la metal·lúrgia conformen la característica principal del període, encara que aquesta no explica per si mateixa tots els canvis socioeconòmics que van esdevenir-se.
La producció de bronze al País Valencià fou molt reduïda, a causa de l'escassetat minera en general del territori, i en particular de les primeres matèries necessàries per a la fabricació de l'aliatge (coure i estany). Així, doncs, la zona valenciana va haver de proveir-se gairebé exclusivament d'extraccions mineres externes, sobretot de zones més meridionals com Almeria i Múrcia, on, a més d'abundar els afloraments de coure, també destaca la facilitat d'accés a aquests. L'excepció és la serra d'Oriola, una zona rica en recursos miners, fins al punt que s'han trobat més objectes metàl·lics en Sant Anton (Oriola) que en la majoria dels jaciments argàrics. Existeixen altres zones mineres de menor importància, com les proximitats del riu Palància, entre les províncies de València i Castelló, encara que el seu aprofitament no es va iniciar fins finals de l'edat del bronze.
Pel que fa a les activitats metal·lúrgiques, les zones que van rebre influències de la cultura argàrica presenten més quantitat d'objectes metàl·lics, mentre que a les regions del nord i del centre del país (cultura del bronze valencià) l'activitat metal·lúrgica és significativament menor, tant en volum com en nombre. Això es deu en part, a més de les dificultats per a l'obtenció de matèria primera, a la manca de demanda social. A més, les eines de bronze es podien fondre i tornar a produir, reutilitzant el material. Al contrari que en altres cultures, com l'argàrica, en què la metal·lúrgia produïa generalment objectes metàl·lics ornamentals, en el bronze valencià els materials exercien una funció més pràctica. Entre els objectes relacionats amb l'activitat metal·lúrgica, es documenten gresols, motlles o escòries, amb els quals es fabricaven útils com punxons, puntes de sageta, cisells, punyals i alguns objectes d'adorn (braçalets, arracades o anells). A més, a la serra d'Oriola s'han trobat pics propers a les mines de coure. També es desenvolupa l'orfebreria, i és el tresor de Villena i el tresoret del Cabezo Redondo (Villena) les troballes més destacades.

##### El tresor de Villena

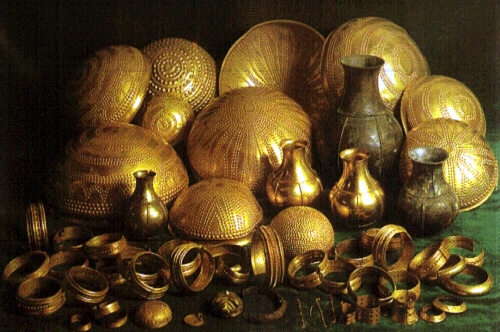
Tresor de Villena, el conjunt d'orfebreria prehistòrica més gran i important de la península Ibèrica, i el segon d'Europa

El tresor de Villena és un conjunt d'elements d'orfebreria compost per 66 peces d'or, plata, ferro i ambre que, en total, pesen gairebé 10 quilograms. Es tracta, després de les tombes reials de Micenes (Grècia), del major tresor auri de tot Europa.
El conjunt conté elements de vaixella (bols i flascons), armes i adorns diversos (sobretot braçalets). Els braçalets estan desgastats per l'ús, però no se sap si la vaixella va ser d'ús quotidià, ritual o votiu. Totes les peces pertanyen a l'edat del bronze i van ser ocultades a l'entorn de l'any 1000 aC en un atuell ceràmic del tipus del bronze valencià o argàric. Tenen un gran interés els dos objectes de ferro, ja que es tracta dels objectes d'aquest material més antics apareguts a la península Ibèrica i corresponen a un estadi arcaic de l'ús d'aquest metall, en què se'l considera un metall noble i, per tant, s'empra en elements d'orfebreria ornamental.
Va ser trobat el 1963 per l'arqueòleg José María Soler García, durant uns treballs d'extracció en la rambla del Panadero, propera a Villena. En l'actualitat, es troba dipositat al Museu Arqueològic de Villena i constitueix la seua peça més important. Es creu que l'autor o autors del tresor van poder ser locals, per la seua semblança amb el tresoret del Cabezo Redondo, que amb bastant probabilitat es va realitzar al poblat prehistòric de Cabezo Redondo, cosa que indicaria un important focus cultural en aquesta regió. Altres autors, però, ho relacionen amb diferents cultures peninsulars i europees, sense que s'hagi arribat a un consens clar pel que fa al seu origen.

#### Assentaments del bronze valencià
A partir del bronze valencià, ja es poden trobar assentaments pràcticament per tot el territori i de tota classe, encara que són escassos els habitants durant tot el període. Generalment, es trobaven a l'aire lliure en terrenys elevats i de difícil accés, i presentaven elements defensius, des de petits murs fins a grans muralles amb fossats i torres. De vegades, al costat dels poblats, es localitzen coves on enterraven els difunts, tret característic del bronze valencià. Les cases eren quadrades o rectangulars, estaven construïdes de fang amb un sòcol de pedra com a base, tenien sòl de terra batuda, i se sostenien amb bigues i pals de fusta. A més, dins del mateix poblat, sorgeixen àrees diferenciades segons l'activitat; zones de treball, d'emmagatzematge, de fabricació o de descans.
Els assentaments del bronze valencià s'han classificat en funció de la seua mida i de la seua arquitectura en (de menor a major grandària):
- Campaments.
- Talaies: Torrelló (Onda).
- Caserius: llometa del Tio Figuetes (Benaguasil), la Lloma de Betxí (Paterna), Caramoro (Elx).
- Aldees: Terlinques (Villena).
- Poblats: Cabezo Redondo (Villena), muntanya Assolada (Alzira).

Alguns d'aquests assentaments, com Terlinques o la muntanya Assolada, van estar ocupats durant bona part del període, característica també compartida per la Mola d'Agres (Agres) o el pic dels Corbs (Sagunt), per citar alguns exemples significatius. Els assentaments de tossal Redó (Bellús) i el Puntal de Cambra (El Villar) constitueixen bons exemples d'emmurallament de l'època. En general, els poblats no presenten cap estructura urbanística particular, amb excepció del mas de Menente (Alcoi).

### Bronze final
Durant el bronze final, la varietat agrícola en els cultius adquireix una major importància, introduint espècies com el lli, al jaciment de Cabezo Redondo (Villena), o el mill, documentat a la mola d'Agres (Agres). A més, sorgeixen grups ramaders d'elevada mobilitat, que ocupen temporalment alguns assentaments nous.
La ceràmica característica d'aquest període és una ceràmica carenada (la carena és l'angle o corba que presenta en la seua superfície), feta a mà i amb base plana, amb diferents tipus de decoració (incisa, excisa, o acanalada).
La zona valenciana exercia de xarxa intercomunicadora entre les diferents cultures existents durant aquest període. El País Valencià es va veure influenciat en gran manera per la cultura dels camps d'urnes, provinent de Centreeuropa, així com per la cultura de Cogotas I, originària de l'altiplà peninsular.
Al voltant del 1100 aC, està documentada la primera influència de la cultura dels camps d'urnes, a la província de Castelló, i es troben objectes d'aquesta cultura de fins al 650 aC. Entre aquests objectes, cal destacar les ceràmiques (excises, incises o acanalades) i, entre els costums, inculquen nous rituals d'enterrament. L'àrea d'influència d'aquesta cultura s'estén fins al Vinalopó, on n'apareixen fragments de manera esporàdica. En el jaciment de la mola d'Agres, s'ha trobat una fíbula de colze ad occhio perfectament conservada, datada entre el 1000 aC i el 750 aC, juntament amb altres elements com motlles de fosa.
Està documentada una crisi en els assentaments, que van ser abandonats de manera progressiva a la fi del bronze tardà. Aquest abandó va ser més accentuat a les províncies d'Alacant i València. A conseqüència d'això, en el bronze final van sorgir nous assentaments en ubicacions diferents, alguns dels quals formarien importants centres urbans durant l'edat del ferro.
No obstant això, la major part d'aquests nous assentaments van ser refugis on alguns grups de pobladors practicaven explotacions ramaderes, amb habitatges construïts amb materials poc duradors.
A les comarques de la Ribera Alta i la Ribera Baixa es documenten nous poblats, com Escola Peus i Cases de Montcada (Alzira), i l'Alteret de la Vintihuitena (Albalat de la Ribera), tots aquests situats en zones de plana, abandonant els assentaments en regions muntanyoses i de difícil accés.
A la província de Castelló, es documenten alguns jaciments nous, com Vinarragell (Borriana) i Torrelló del Boverot (Almassora), influenciats en gran manera per la cultura dels camps d'urnes.

#### Incineració de cadàvers
La cultura dels camps d'urnes, provinent de Centreeuropa, va portar la pràctica de la cremació de cadàvers, la qual consistia a incinerar els difunts i dipositar les seues cendres sota terra en una urna ceràmica.
Destaquen tres tipus de rituals d'enterrament:
- Incineració, per posteriorment dipositar les restes en urnes ceràmiques: la necròpolis més coneguda del País Valencià és la de Torrelló del Boverot, a Almassora, on es practicava aquest tipus de ritual. També s'ha documentat a Cabanes, la Salzadella i La Montalbana (Ares del Maestrat).
- Inhumació en cova: característics a la zona de la Foia d'Alcoi i el Comtat de Cocentaina.
- Incineració, per després dipositar les cendres en estructures tumulàries: provinent del nord-oest (riu Segre i Baix Aragó), va influenciar una part de la província de Castelló.[74]

## Edat del ferro
L'Edat del Ferro comprèn el període entre el voltant del 800 aC i la conquesta romana en el 218 aC. Es divideix en ferro antic o primera edat del ferro (800 aC- 500 aC aprox.) i segona edat del ferro (aprox. 500 aC-218 aC), encara que durant aquest període les cultures preromanes imperen i es desenvolupen a la regió, dins del que ja es pot considerar protohistòria.

### Inicis de l'edat del ferro
Les característiques principals són l'expansió d'aquest metall, l'augment demogràfic i la urbanització dels poblats, que donen lloc a importants nuclis de població.
Pel que fa a l'agricultura, s'introdueixen noves espècies com l'olivera o la vinya, que consoliden el sedentarisme. Quant a la ramaderia, a part d'un petit augment en la grandària del bestiar, no s'identifiquen grans canvis respecte al període anterior.
Si bé és cert que la quantitat d'objectes de ferro augmenta, aquest metall ja es va introduir amb anterioritat al País Valencià, i apareix esporàdicament, per exemple en el tresor de Villena, en què es documenta la peça de ferro més antiga de tota la península Ibèrica (a l'entorn del 1000 aC). Així, els trets materials que defineixen amb més claredat el període són les fíbules, la diversificació dels útils de bronze, o la utilització del torn per a la producció ceràmica.
L'augment demogràfic i la urbanització provoquen l'aparició d'importants centres urbans, alguns d'aquests sobre antics centres del bronze final. A més, els habitatges comencen a ser més sòlids en construir amb pedra, i l'estructura del poblat comença a planificar-se, i s'hi identifiquen carrers ben definits.
Durant aquest període, els fenicis comerciaven sobretot amb la regió propera a la desembocadura del Vinalopó, on existia una gran concentració de població, i van fundar l'únic assentament fenici al País Valencià, La Fonteta, a Guardamar del Segura.